# Kostel Neposkvrněného početí Panny Marie (Nové Město)
Kostel Neposkvrněného početí Panny Marie na Novém Městě v Praze, zvaný "U Hybernů", býval klášterním kostelem irských františkánů - hybernů. Někdejší kostel (dnes budova Divadla Hybernia) stával na nároží ulice Hybernské s průčelím obráceným do dnešního Náměstí Republiky.

## Historie

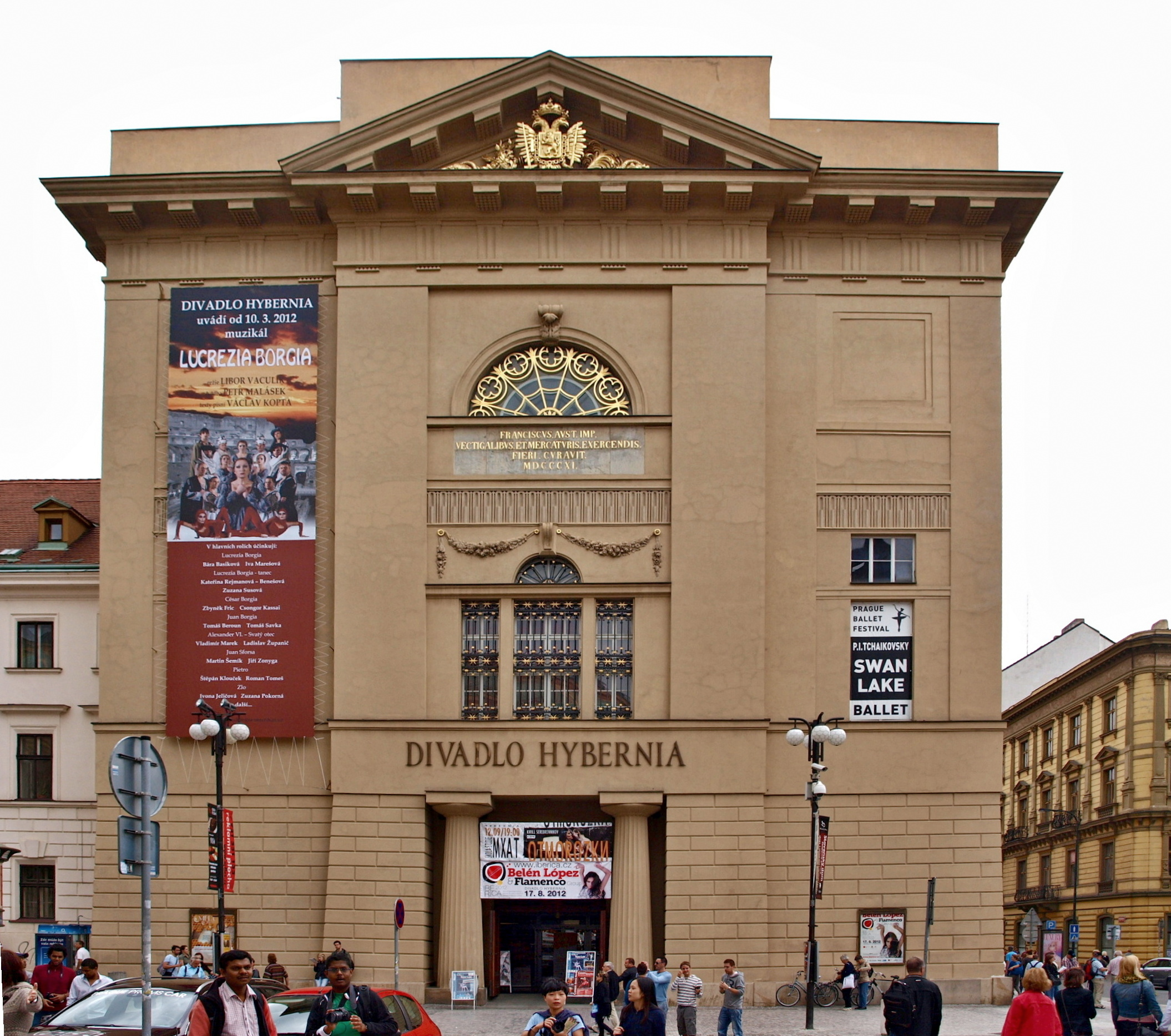
Průčelí bývalého kostela

Původně zde stával gotický kostel zasvěcený svatému Ambrožovi. Ten byl v letech 1652-1659 barokně přestavěn řádem hybernů - irských františkánů. V interiéru se zřejmě nacházela malba sv. Antonína od Karla Škréty.
Klášter byl zrušen v rámci církevních reforem císaře Josefa II.
V roce 1806 byl kostel odsvěcen a v letech 1808-1811 probíhala jeho přestavba na celnici v empírovém stylu. Z této doby pocházejí charakteristické strohé fasády s masivním portikem a dórskými sloupy v průčelí.